# Ruta de Illinois 121
La Ruta de Illinois 121, y abreviada IL 121 (en inglés: Illinois Route 121) es una carretera estatal estadounidense ubicada en el estado de Illinois. La carretera inicia en el oeste desde la IL 130     en Greenup hacia el este en la I 55  , IL 10   en Lincoln. La carretera tiene una longitud de 176,2 km (109.48 mi).

## Mantenimiento
Al igual que las autopistas interestatales, y las rutas federales y el resto de carreteras estatales, la Ruta de Illinois 121 es administrada y mantenida por el Departamento de Transporte de Illinois por sus siglas en inglés IDOT.